# Parkolóőr

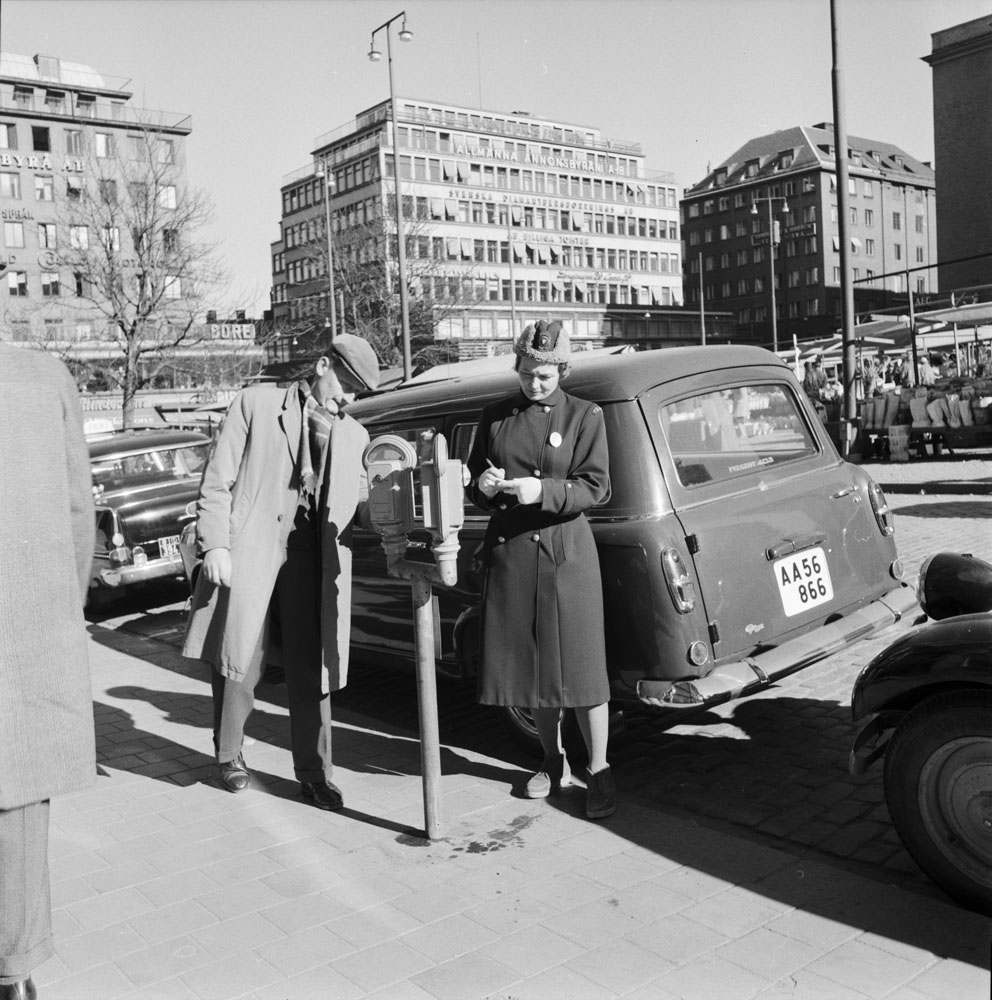
Parkolóőr Stockholmban (1961)

A parkolóőr  (parkolási ellenőr) egy foglalkozás, amely a magyar FEOR-ban "9238 Parkolóőr" besorolás alatt szerepel. Szakképzettséget nem igénylő egyszerű foglalkozás. 
2020. november 20-tól a Btk. 459. § (1) bek. 12. pont r) alpontja alapján a  parkolóőr közfeladatot ellátó személynek (hivatalos személynek) minősül.

## Feladatai
Parkolásra fenntartott területeken, létesítményekben biztosítja a tárolt járművek felügyeletét, ellenőrzését, védelmét, a meghatározott szabályok betartását és a parkolási díjak beszedését, dokumentálását végzi. A közterületi parkolóőr napi munkaideje 10–12 óra, amely alatt akár 25 kilométert is megtesz. A létesítményi parkolóőr munkaidejének egy részében ülőmunkát végez, melyet sok helyen monitorok, kamerák segítenek.
Főbb feladatai:
- az adott területre vonatkozó fizetési szabályok, határidők egyeztetése és ellenőrzése;
- a parkolás szabályosságának ellenőrzése;
- a parkoló gépjárművek ellenőrzése;
- a parkolást igazoló okmányok ellenőrzése;
- a parkoló jegyek időadatainak leolvasása és rögzítése;
- videófelvétel, kép készítése a szabálytalanul parkoló járművekről;
- az ügyfél tájékoztatása a parkolási időtartamról, a pótdíjfizetési kötelezettségről és annak módjáról;
- a parkolási bizonylatok kezelése, a pénzbedobós parkolóautomaták kiürítése.

## Egészségügyi tényezők
Elsősorban a lábakat, térdeket, ízületeket, a hátat és a vállat éri fokozott terhelés. Sok esetben fokozott veszélyhelyzetnek van kitéve: agresszív ügyféli magatartás, támadás miatt. A konfliktusos helyzetek, a stressz elkerülhetetlen, ami pszichés terhelést jelent. Gyors helyzetfelismerő képesség szükséges a konfliktus helyzetek, problémás szituációk megoldásához.

## Szakképesítés
A munkakör szakképesítés nélkül is betölthető. A parkolási ellenőr felvételi vizsgáján intelligenciát mérnek, a jelentkezők grafológiai vizsgálaton esnek át, logikai feladványokkal tesztelik képességeiket. Az alkalmassági vizsgán a megfelelés 30%-os. A parkolóőrnek ellenőriznie kell a különböző önkormányzati engedélyek érvényességét, a parkolócédulák valódiságát és érvényességét, valamint kézi számítógépen ellenőrizni, a mobil parkolás érvényességét.
Bár a munkakör szakképesítés nélkül is betölthető, parkolóőr szakképesítés szerezhető a 31 861 03 0000 00 00 számú OKJ-s képzésen, a 200 órás díjbeszedő-leolvasó tanfolyamon. A szakképzésen való részvételhez nyolcadik évfolyam elvégzését igazoló alapfokú iskolai végzettség az előírt. A tanfolyamon részvételhez egészségügyi alkalmassági vizsgálat szükséges.

## Jellemző munkakörök
- Gépjárműparkoló őre
- Kerékpárőr
- Parkoló ellenőr
- Parkoló felügyelő
- Parkolódíj beszedő
- Parkolójegy árus
- Parkolóóra kezelője